# 杨安乡
杨安乡，是中华人民共和国山西省长治市沁县下辖的一个乡镇级行政单位。

## 行政区划
杨安乡下辖以下地区：
杨安村、柳沟村、松交村、泉则坪村、南庄村、许庄村、佛堂岩村和韩庄村。